# Північний Манчантходувай (Грама Ніладхарі)
Грама Ніладхарі Північний Манчантходувай (№ 168) — Грама Ніладхарі підрозділу ОС Північний Манмунай, округ Баттікалоа, Східна провінція, Шрі-Ланка.

## Демографія
| Населення (2007) | Населення (2007) | Населення (2007) | Населення (2007) | Населення (2007) |
| Населення        | Чоловіки         | Жінки            | Діти             | Дорослі          |
| ---------------- | ---------------- | ---------------- | ---------------- | ---------------- |
| 662              | 308              | 354              | 216              | 446              |